# Kurohimehypnum ctenidioides
Kurohimehypnum ctenidioides là một loài Rêu trong họ Brachytheciaceae. Loài này được (Cardot) Sakurai mô tả khoa học đầu tiên năm 1950.